# National Compact Stellarator Experiment

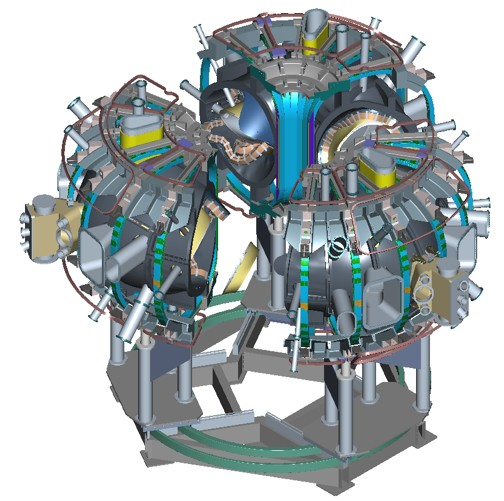
3D-Zeichnung des NCSX

Mit dem Bau des National Compact Stellarator-Experimentes (NCSX) wurde im April 2003 begonnen, Ziel war der Nachweis der Funktionsfähigkeit eines kompakten Kernfusionsreaktors vom Typ Stellarator.
Der NCSX folgt dem Stellarator-Konzept, zeichnet sich aber durch ein geringeres Seitenverhältnis gegenüber anderen Stellarator-Experimenten aus. Einer der Vorteile des NCSX-Experimentes sollte es sein, das Plasma stabiler zu halten. Dabei sollte die Form des magnetischen Käfigs für den stabilen Einschluss des Plasmas entscheidend sein. Die sehr geringen Montagetoleranzen erforderten die Verwendung von Lasertrackern und von photogrammetrischen Messsystemen, um das Stellarator-Experimentes innerhalb der Toleranz zu montieren.
Die sehr komplexe und präzise Montage des NCSX-Experimentes führte zu einer deutlichen Unterschätzung der Projektkosten von ursprünglich 102 Millionen US-Dollar, damit einher ging eine deutlich verlängerte Bauzeit. Ein Projekt-Review stellte fest, dass das Stellarator-Experiment nicht termingerecht bis Juli 2009 in Betrieb genommen werden konnte und Kosten in Höhe von 170 Mio. US-Dollar anfallen würden. Aufgrund der Kostenüberschreitung sowie des Terminverzuges um vier Jahre wurde das Projekt am 22. Mai 2008 gestoppt.